# Коста, Сильвия (легкоатлетка)
Сильвия Коста Акоста (исп. Silvia Costa Acosta; род. 4 мая 1964, Ла-Пальма, Пинар-дель-Рио), в замужестве Мартинес (исп. Martínez) и Санлеандро (исп. Sanleandro) — кубинская легкоатлетка, специалистка по прыжкам в высоту. Выступала за сборную Кубы по лёгкой атлетике в 1978—1996 годах, победительница Игр доброй воли, обладательница серебряной медали чемпионата мира, бронзовая призёрка Всемирных легкоатлетических игр, серебряная призёрка Панамериканских игр, чемпионка Всемирной Универсиады, двукратная чемпионка Центральноамериканских и Карибских игр, многократная чемпионка Кубы, действующая рекордсменка страны, участница летних Олимпийских игр в Барселоне.

## Биография
Сильвия Коста родилась 4 мая 1964 года в городе Ла-Пальма провинции Пинар-дель-Рио, Куба.
Первых серьёзных успехов в лёгкой атлетике на международном уровне добилась в сезоне 1978 года, когда вошла в состав кубинской сборной и выступила на юношеском центральноамериканском и карибском первенстве в Халапе: одержала победу в прыжках в высоту, стала пятой в прыжках в длину, выиграла серебряные медали в беге на 100 метров с барьерами и эстафете 4×100 метров.
В 1981 году в прыжках в высоту заняла восьмое место на Кубке мира в Риме.
В 1982 году в той же дисциплине превзошла всех соперниц на Центральноамериканских и Карибских играх в Гаване.
Будучи студенткой, в 1983 году представляла Кубу на Всемирной Универсиаде в Эдмонтоне, где в зачёте прыжков в высоту завоевала серебряную награду. Помимо этого, закрыла десятку сильнейших на впервые проводившемся чемпионате мира по лёгкой атлетике в Хельсинки, стала серебряной призёркой на Панамериканских играх в Каракасе.
В 1984 году среди прочего выиграла бронзовую медаль на Мемориале братьев Знаменских в Сочи. Рассматривалась в качестве кандидата на участие в летних Олимпийских играх в Лос-Анджелесе, однако Куба вместе с несколькими другими странами восточного блока бойкотировала эти соревнования по политическим причинам. Вместо этого Коста выступила на альтернативном турнире «Дружба-84» в Праге, где попасть в число призёров не смогла.
В 1985 году взяла бронзу на Всемирных легкоатлетических играх в помещении в Париже, завоевала золото на Всемирной Универсиаде в Кобе, заняла четвёртое место на Кубке мира в Канберре.
В 1986 году была лучшей на иберо-американском чемпионате в Гаване, на Центральноамериканских и Карибских играх в Сантьяго.
В 1987 году получила серебро на Панамериканских играх в Индианаполисе, стала четвёртой на чемпионате мира в Риме.
На иберо-американском чемпионате 1988 года в Мехико вновь одержала победу. Олимпиаду в Сеуле снова пропустила из-за бойкота.
В 1989 году стала серебряной призёркой на Всемирной Универсиаде в Дуйсбурге. На Кубке мира в Барселоне победила с прыжком на 2,04 метра, показав лучший результат мирового сезона, установив рекорд соревнований, континентальный рекорд и ныне действующий рекорд Кубы. На тот момент выше в истории лёгкой атлетики прыгали только три спортсменки: рекордсменка мира Стефка Костадинова, Людмила Андонова и Тамара Быкова.
На Центральноамериканских и Карибских играх 1990 года в Мехико выиграла серебряную медаль.
В 1992 году завоевала серебряную награду на иберо-американском чемпионате в Севилье. Благодаря череде успешных выступлений удостоилась права защищать честь страны на Олимпийских играх в Барселоне — в финале взяла высоту в 1,94 метра, расположившись в итоговом протоколе соревнований на шестой строке.
В 1993 году была седьмой на чемпионате мира в помещении в Торонто, второй на чемпионате мира в Штутгарте — уступила здесь только соотечественнице Иоамнет Кинтеро.
В 1994 году победила на Играх доброй воли в Санкт-Петербурге, стала третьей на Кубке мира в Лондоне.
В 1995 году выиграла серебряную медаль на Панамериканских играх в Мар-дель-Плате, тогда как на чемпионате мира в Гётеборге в финал не вышла.
Завершила спортивную карьеру по окончании сезона 1996 года.
Была замужем за кубинским спринтером Ласаро Мартинесом, их дочь Натали Мартинес тоже серьёзно занималась лёгкой атлетикой, выступала в беге с барьерами.